# Dora Mills Adams
Pour les articles homonymes, voir Adams.
Dora Mills Adams est une actrice américaine née le 22 octobre 1874 à Brooklyn, New York (États-Unis), morte le 31 juillet 1943 à Brooklyn (États-Unis).

## Filmographie
- 1915 : Runaway June : Mrs. Moore
- 1915 : The Moth and the Flame : Mrs. Walton
- 1916 : My Lady Incog : Mrs. De Veaux
- 1916 : The Summer Girl : Mrs. Anderson
- 1916 : A Coney Island Princess : Alice's mother
- 1917 : Queen X : Mrs. Evans
- 1917 : The Recoil (en) : Mrs. Somerset
- 1917 : Married in Name Only : Mrs. Francis
- 1917 : The Square Deceiver : Mrs. Pugfeather
- 1918 : When Men Betray : Mrs. Gardner
- 1918 : Ashes of Love
- 1919 : Piccadilly Jim (en) : Mrs. Peter Pett
- 1920 : Determination
- 1920 : Dr. Jekyll and Mr. Hyde : Mrs. Lanyon
- 1921 : You Find It Everywhere : Mrs. Normand
- 1922 : A Pasteboard Crown : Claire Morrell
- 1923 : Mighty Lak' a Rose : Mrs. Trevor
- 1923 : His Children's Children : Mrs. Rufus Kayne
- 1933 : How've You Bean? (en) d'Alfred J. Goulding : Mother of the Groom